# Hito Esmeralda
El Hito Esmeralda  es un trifinio donde se juntan Argentina, Bolivia y Paraguay. Este punto geográfico está a la vera del río Pilcomayo, a una altitud de 200 m s. n. m., con coordenadas 22°13′31″S 62°38′11″O / -22.22528, -62.63639.

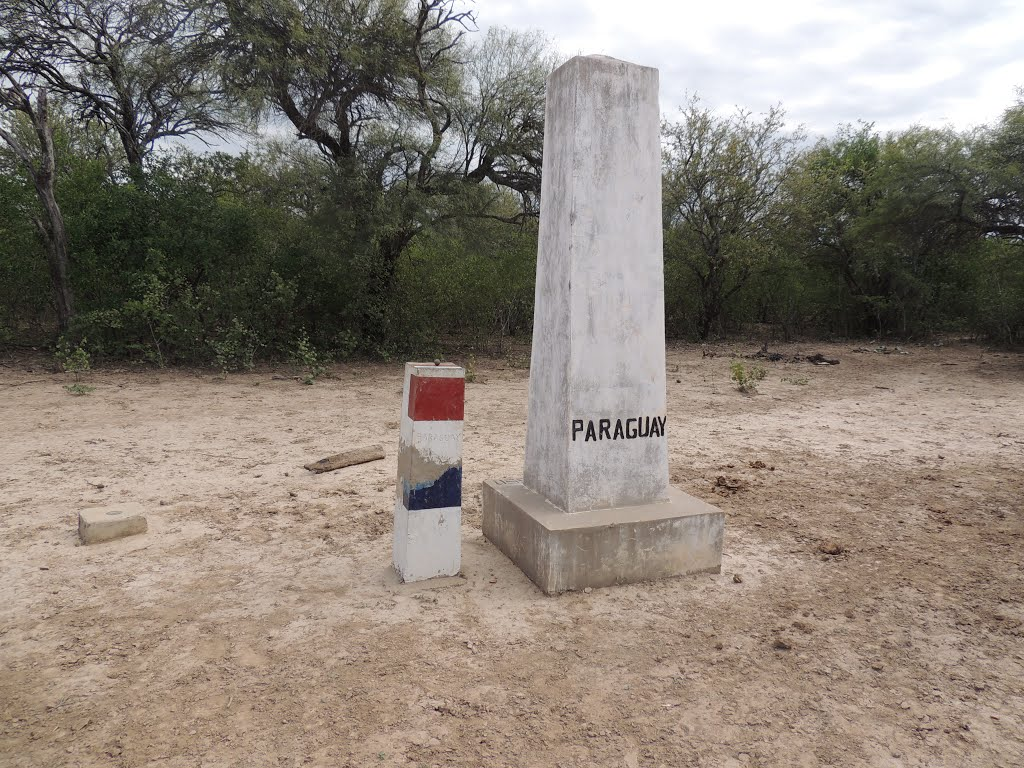
Hito I Esmeralda del lado paraguayo.

Se encuentra ubicado dentro de la región denominada Gran Chaco, las poblaciones más cercanas son: Esmeralda en Bolivia a 5 km, Santa Victoria Este en Argentina a 8 km y Pozo Hondo en Paraguay a 20 km.
El límite chaqueño quedó establecido por el Laudo Hayes en 1878, y por los tratados complementarios de límites de 1939 firmados en Buenos Aires, y ratificados en Asunción en 1945.